# Old-Shatterhand-Melodie

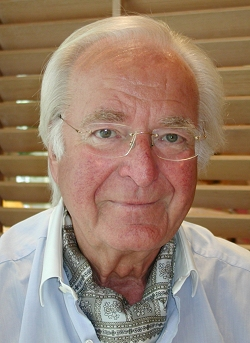
Komponist Martin Böttcher (2002)

Die Old-Shatterhand-Melodie aus der Feder des deutschen Komponisten Martin Böttcher ist das instrumentale Leitthema der Karl-May-Filme Der Schatz im Silbersee aus dem Jahre 1962 und Winnetou 1. Teil aus dem Jahre 1963. Der Titel ist der erfolgreichste deutsche Filmmusiktitel der 1960er-Jahre, hielt sich bis zu 17 Wochen in verschiedenen Hitparaden und wurde mehr als 100.000-mal verkauft. Das war zu der Zeit für Filmmusik sehr ungewöhnlich. Trotz der hohen Verkaufszahlen hat Martin Böttcher für den Titel nie eine Auszeichnung erhalten.
Der Titel erschien zuerst auf der Single Polydor 24 947 in Mono (der Mundharmonikasolist dieser im November 1962 in Hamburg entstandenen Aufnahme war Johnny Müller, ein Orchestermusiker des NDR) und wurde nach Erscheinen der LP Winnetou / Der Schatz im Silbersee (Polydor 46 838) mehrfach wiederveröffentlicht. In einer eigenen Cover-Version spielte Martin Böttcher den Titel 1966 dann auch in Stereo ein, wieder mit Johnny Müller als Solist. Heute gehört der Titel zum Standard vieler CD-Veröffentlichungen von Musik aus Karl-May-Filmen.
Der Titel wurde nach Erscheinen von verschiedenen Künstlern auch vocal interpretiert, unter anderem auch von Winnetou-Darsteller Pierre Brice auf dem Album Gefühle unter dem Titel Du fehlst mir.
Die tschechische Gruppe Těžkej Pokondr, die schon für eine Neuinterpretation der Winnetou-Melodie Doppelplatin erhielt, spielte auf dem Album Ježek v peci auch die Old-Shatterhand-Melodie als Gesangsfassung unter dem Titel Vontové neu ein.

## Medien
- Pierre Brice: Gefühle, CD, Herzklang 4783642